# Camas Bookstore and Infoshop
Camas Bookstore and Infoshop – kanadyjska księgarnia i infoshop non-profit mieszcząca się przy 2620 Quadra Street, na terytorium Victorii w Kolumbii Brytyjskiej.

## Opis
Kolektyw, w skład którego wchodził m.in. kanadyjski anarchista Allan Antliff, zaczął wynajmować miejsca na półkach w Dark Horse Books w Victorii. Camas powstał przy ulicy Quadra 2590 na rogu Kings Road, we wrześniu 2007. Infoshop został nazwany od rośliny kamasja (ang. camas), którą hodował miejscowy naród Lekwungen.
Projekt miał na celu nagłośnienie perspektyw sprawiedliwości społecznej i stworzenie solidarnych powiązań z ruchami społecznymi na całym świecie. Przestrzeń ta miała być jak najszerzej otwarta. Księgarnia sprzedaje książki i ziny na tematy anarchizmu, antykapitalizmu i antykolonializmu. Jest ona nienastawiona na zysk i wspiera się poprzez sprzedaż książek oraz wydarzenia, takie jak wystawy, spotkania czytelnicze i filmy.
Camas został zaatakowany przez Wydział Policji Victoria w 2010. Podczas rewizji policja zatrzymała czterech wolontariuszy, zabierając ze sobą dwa komputery. Funkcjonariusze poszukiwali dowodów wandalizmu domu burmistrza. W październiku 2012 Camas Books przeniósł się do nowej lokalizacji przy 2620 Quadra, niecałe pół przecznicy od pierwotnej lokalizacji.